# Rubinvitmossa
Rubinvitmossa (Sphagnum rubellum) är en bladmossart som beskrevs av William M. Wilson 1855. Enligt Catalogue of Life ingår Rubinvitmossa i släktet vitmossor och familjen Sphagnaceae, men enligt Dyntaxa är tillhörigheten istället släktet vitmossor och familjen Sphagnaceae. Arten är reproducerande i Sverige. Inga underarter finns listade i Catalogue of Life.

## Bildgalleri

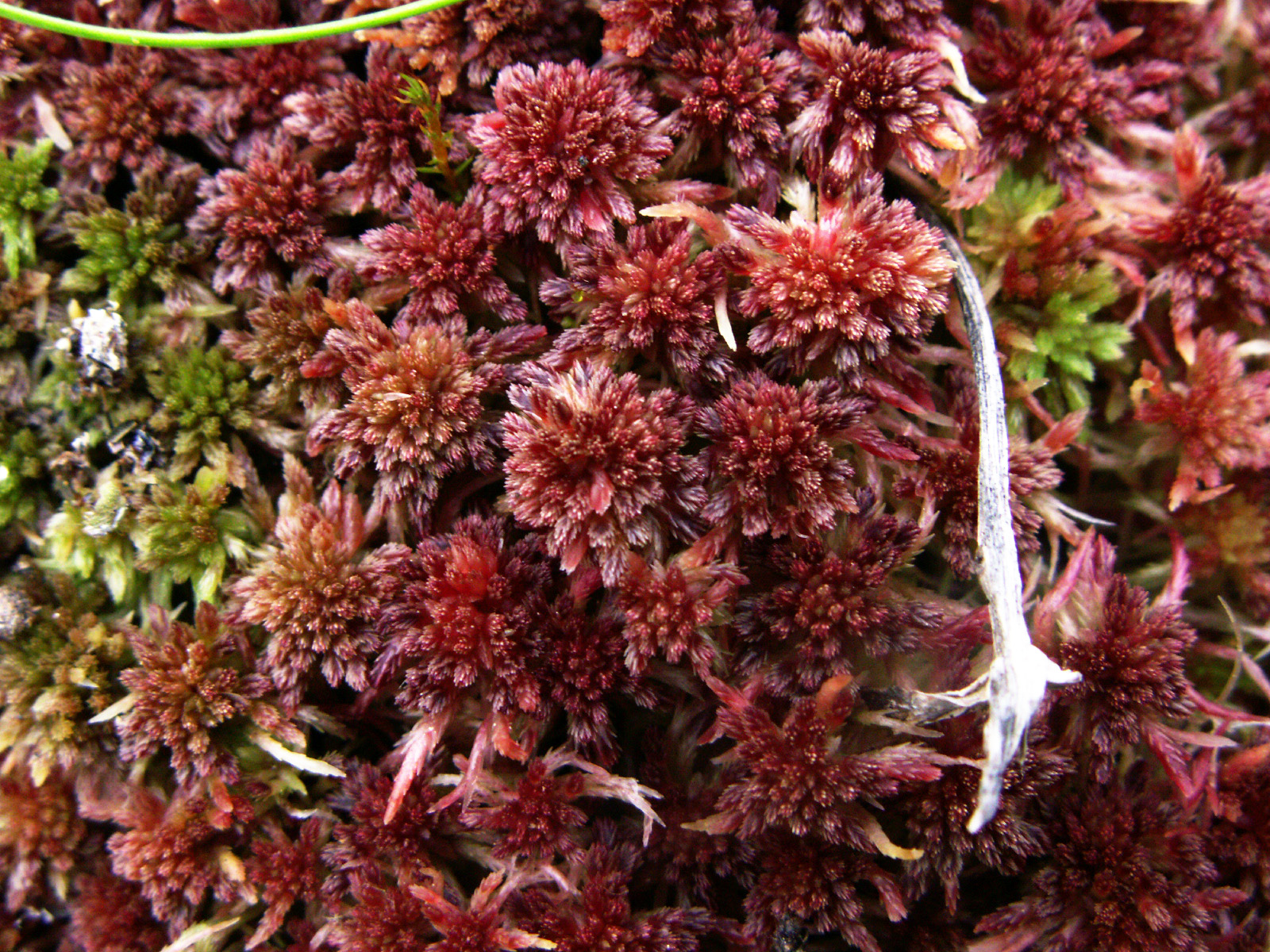
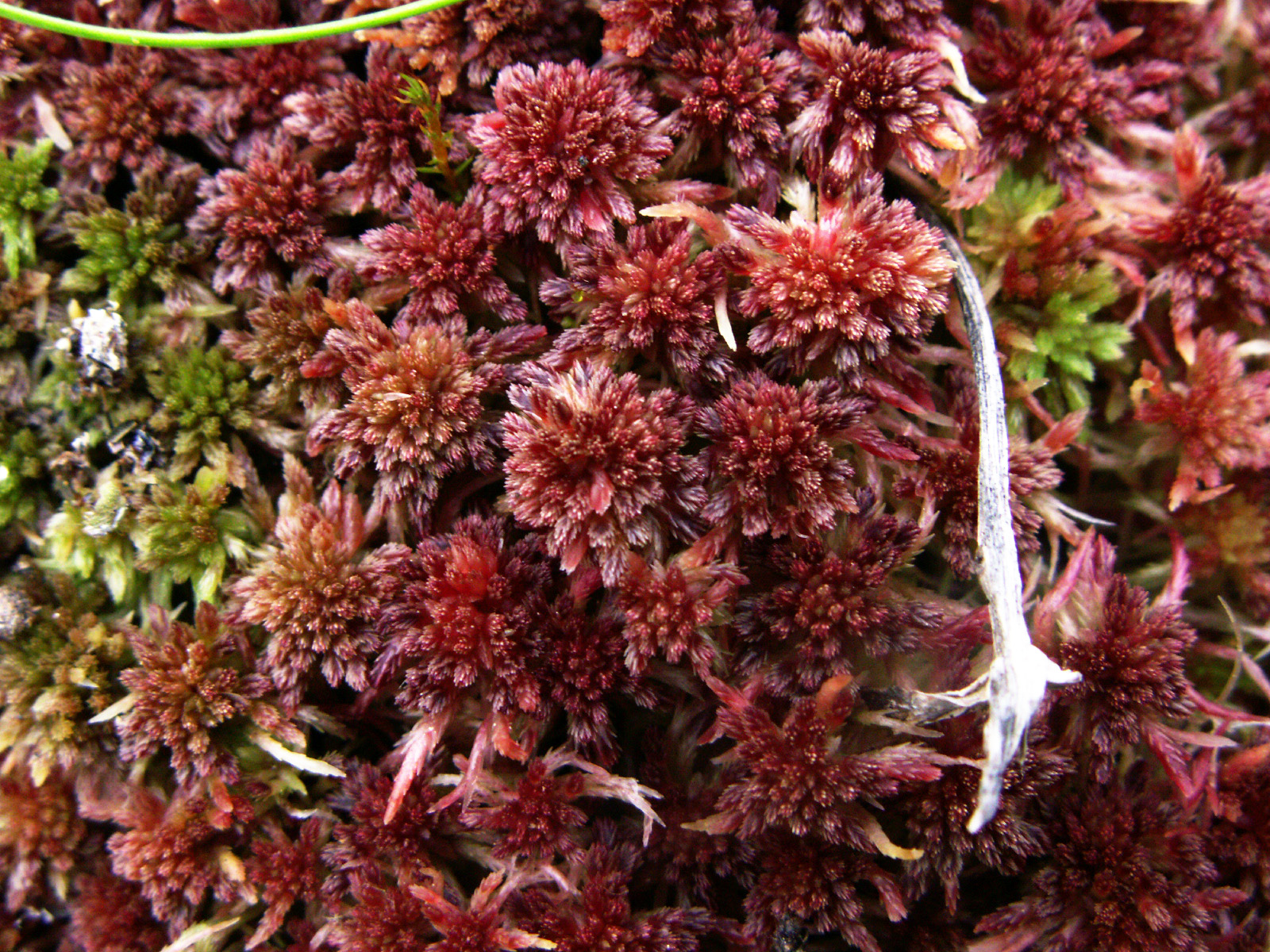
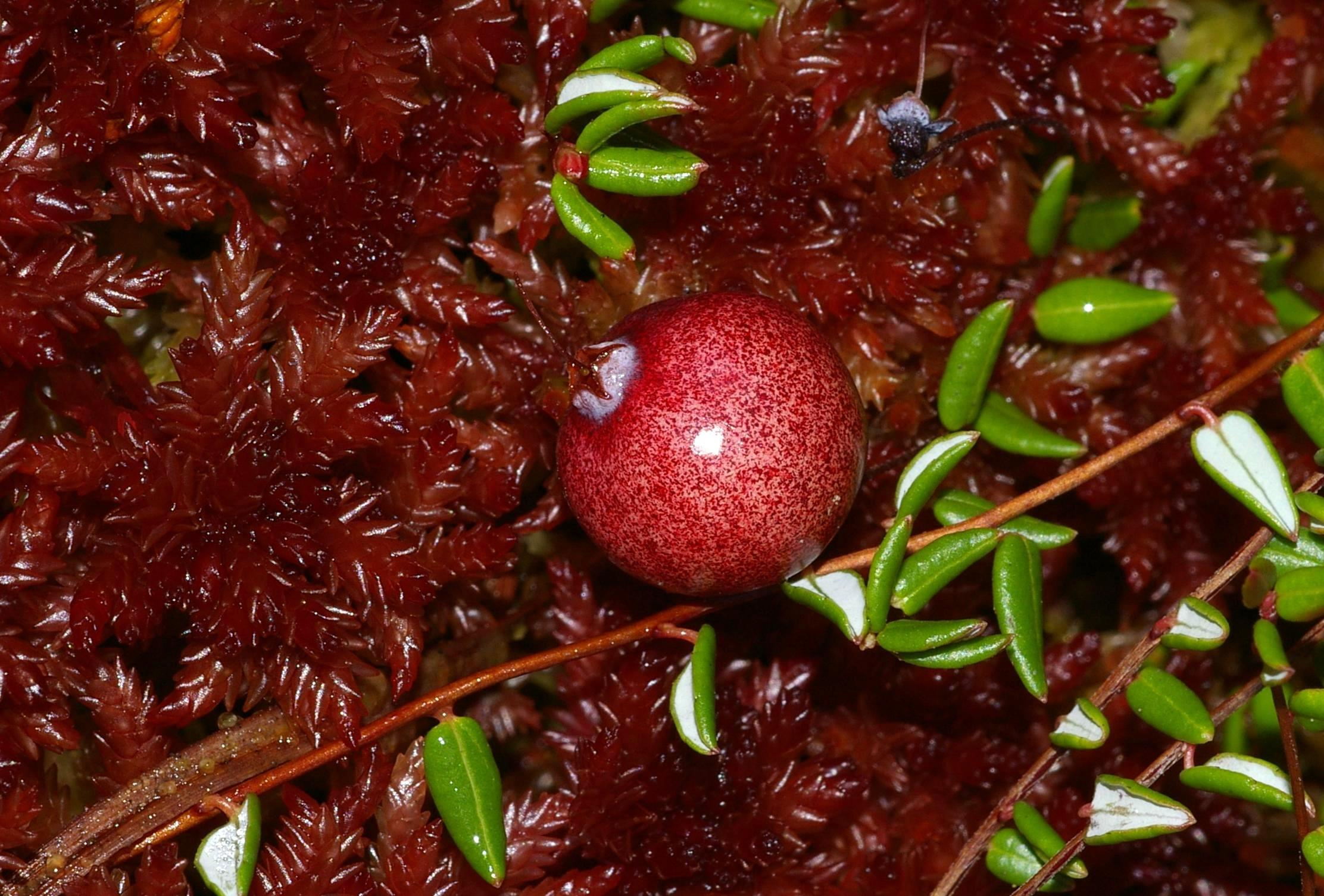
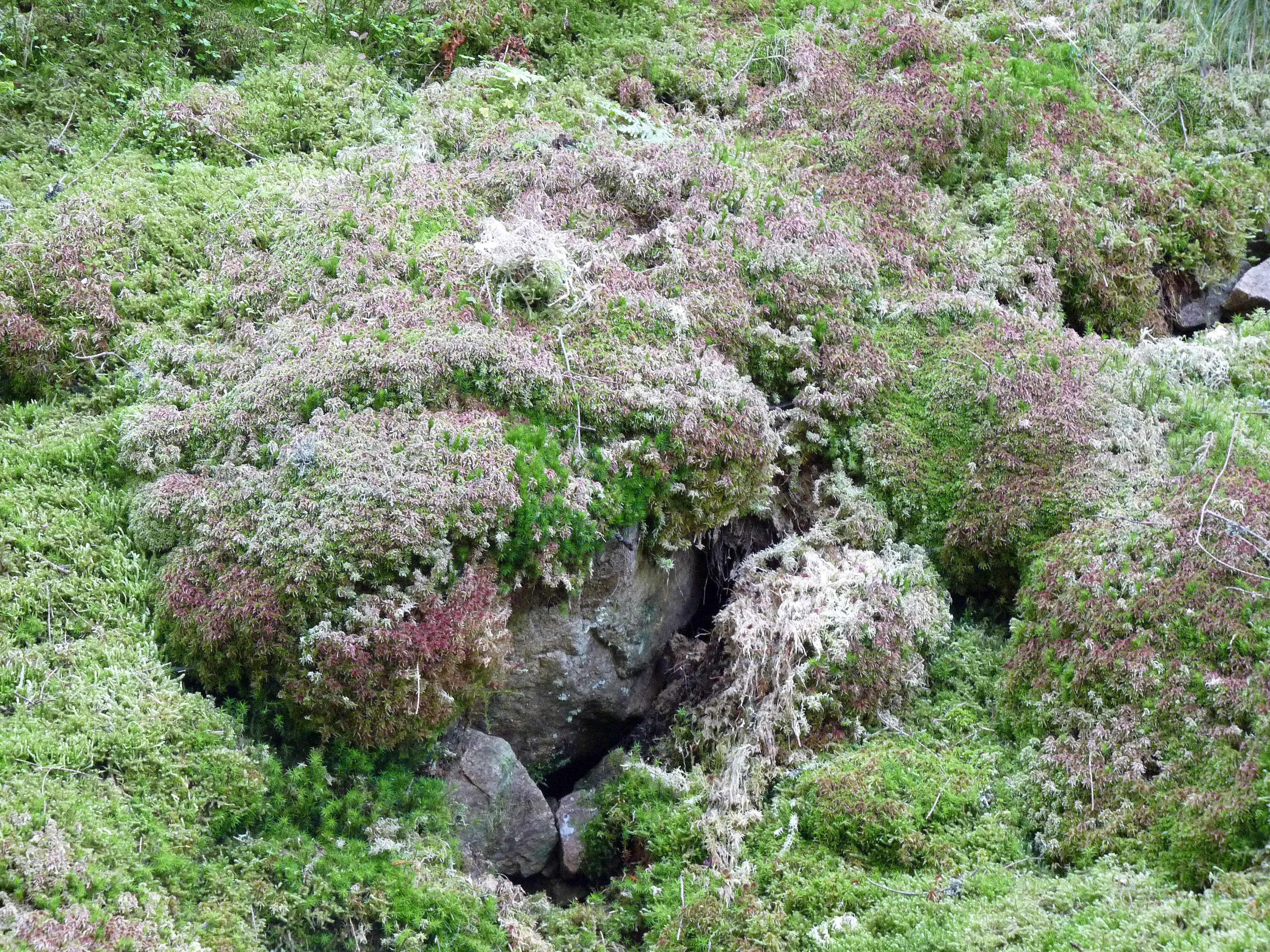
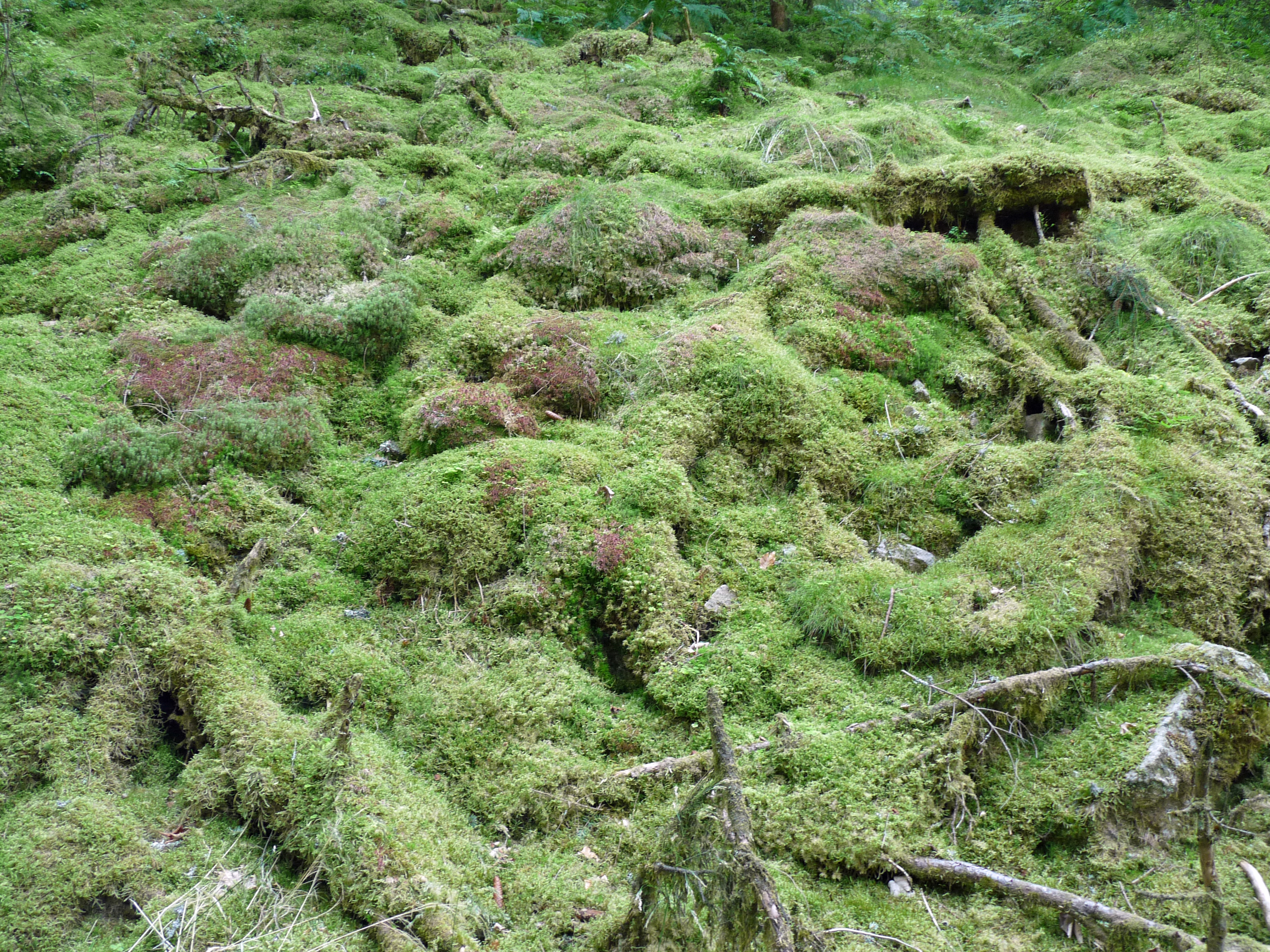